# Golczowice (Zawada)
Golczowice (dodatkowa nazwa w j. niem. Golschowitz) – przysiółek wsi Zawada w Polsce, położony w województwie opolskim, w powiecie prudnickim, w gminie Głogówek. Historycznie leży na Górnym Śląsku, na ziemi prudnickiej.
W latach 1975–1998 przysiółek administracyjnie należał do ówczesnego województwa opolskiego.
Według danych na 31 grudnia 2022 przysiółek był zamieszkany przez 93 osoby.

## Nazwa
Topograficzny opis Górnego Śląska z 1865 roku notuje wieś pod obecnie stosowaną, polską nazwą Golczowice, a także zgermanizowaną Golschowitz we fragmencie: „Golschowitz (polnisch Golczowice)”. 1 października 1948 r. nadano miejscowości, wówczas administracyjnie związanej z Zawadą, polską nazwę Gołczowice. W opracowanej w 1971 przez Powiatowy Inspektorat Statystyczny w Prudniku Statystycznej charakterystyce miejscowości w gromadach powiatu prudnickiego, miejscowość została wymieniona pod nazwami Golczowice i Golszowice.
Nazywana też Golszowice.

## Historia
Ślady pobytu człowieka na terenie obecnego przysiółka Golczowice, potwierdzone badaniami archeologicznymi, sięgają epok kamienia i brązu.
Pierwsze wzmianki o Golczowicach pochodzą z 1419. Była to wieś zagrodnicza. Miejscowość całkowicie opustoszała w XVI wieku z powodu wojen i zamieszek, do jakich doszło w poprzednim stuleciu. Według dokumentu podpisanego 10 grudnia 1595 we Wrocławiu, w Golczowicach znajdowała się karczma oraz staw, należące do dóbr głogóweckich.

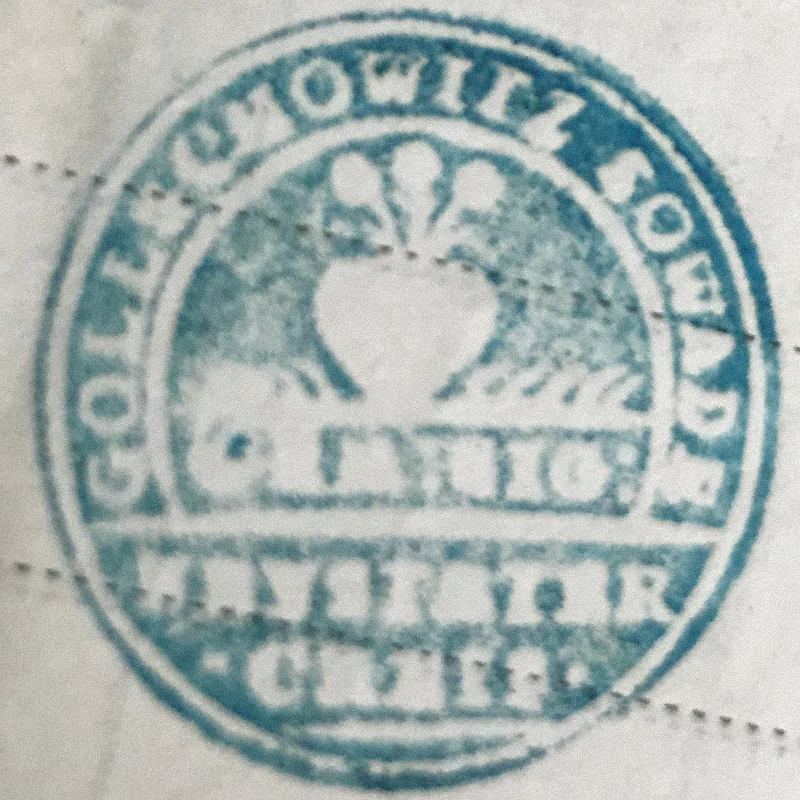
Pieczęć Golczowic i Zawady (1844)

W 1724 zbudowano w Golczowicach drewniany kościół św. Anny, ufundowany przez Franza Freiherra von Larisch. Do 1742 wieś należała do powiatu sądowego głogóweckiego w Monarchii Habsburgów. Po I wojnie śląskiej znalazła się w granicach Królestwa Prus i weszła w skład powiatu prudnickiego w prowincji Śląsk. Drewniany kościół spłonął w 1764. Friedrich Albert Zimmermann w 1784 notował, że Golczowice należały do hrabiego von Schaffgotsch.

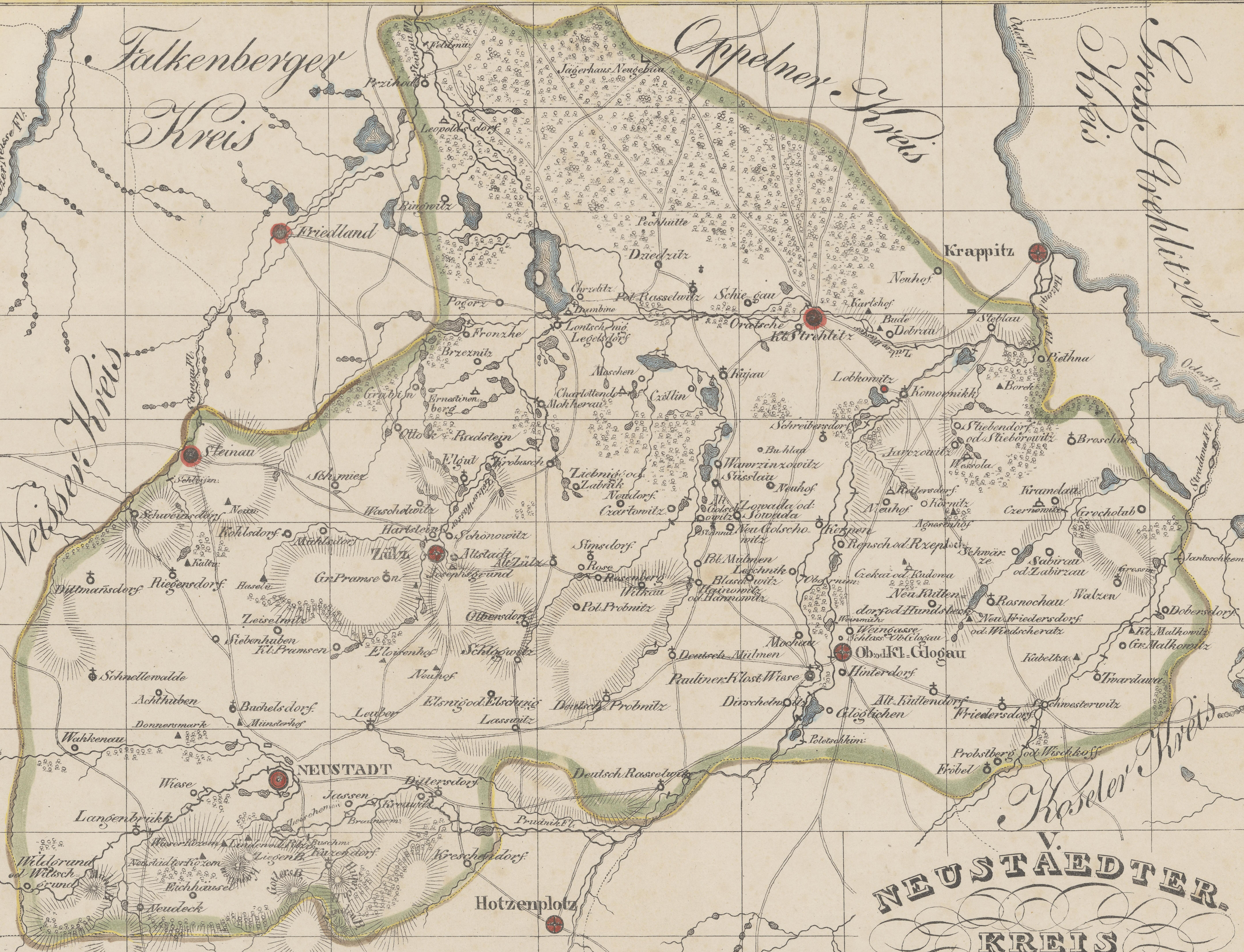
Golczowice (Alt Golschowitz i Neu Golschowitz) wśród miejscowości ziemi prudnickiej na mapie z XIX wieku

Golczowice i Zawada posiadały wspólną pieczęć, która przedstawiała w polu trzy kwiaty wyrastające z serca, pod nimi napis GEM: SIG:, a w otoku napis: GOLLSCHOWITZ SOWADE / NEYSTAETER CREIS (pol. Gmina Golczowice, Zawada / Powiat Prudnicki). W 1831 w Golczowicach, na terenie, na którym w latach 1843–1848 wzniesiono nowy kościół św. Anny, chowano zmarłych podczas epidemii cholery.

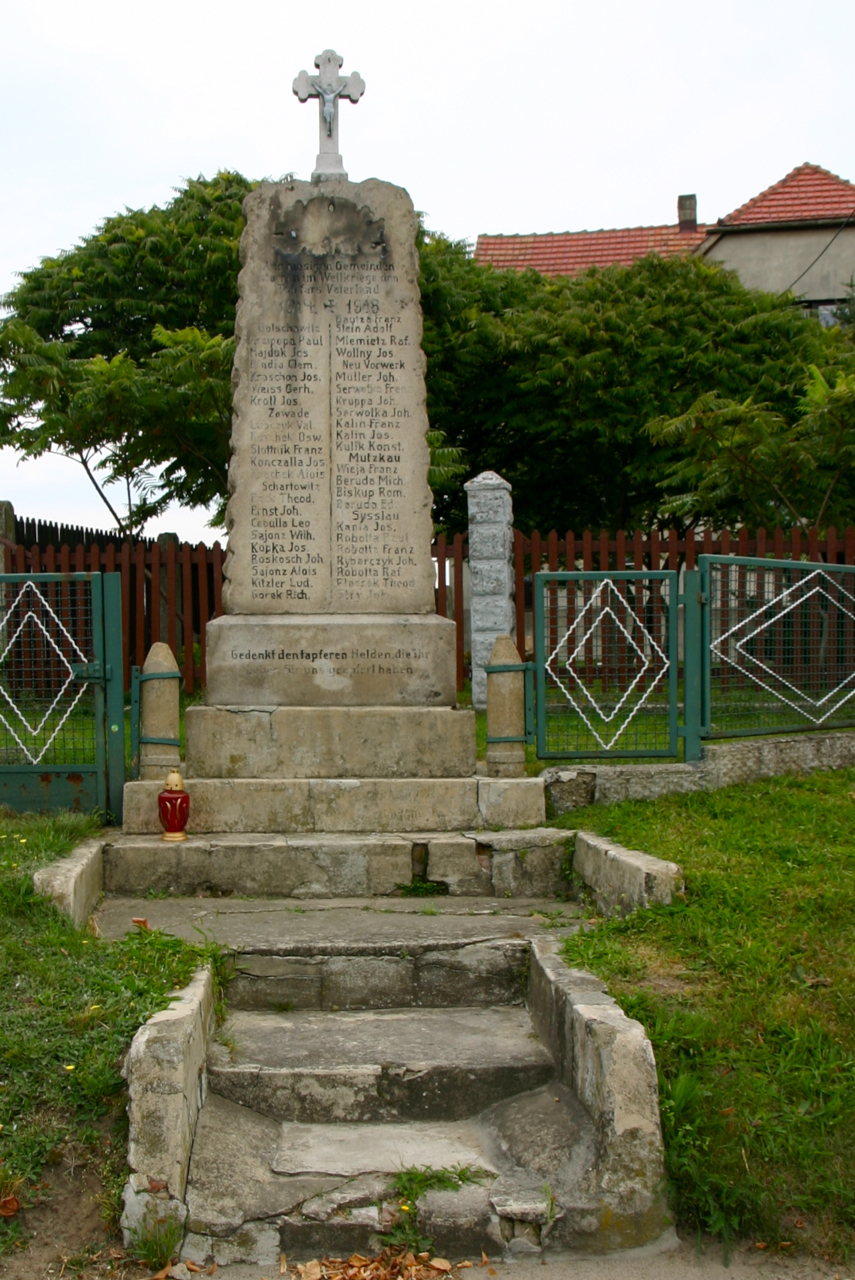
Pomnik poległych w I wojnie światowej w Golczowicach

W 1921 w zasięgu plebiscytu na Górnym Śląsku znalazła się tylko część powiatu prudnickiego. Golczowice znalazły się po stronie wschodniej, w obszarze objętym plebiscytem. W latach 20. XX wieku w Golczowicach powstał pomnik upamiętniający mieszkańców Golczowic, Zawady, Czartowic, Buta, Muckowa i Sysłowa, którzy zginęli podczas I wojny światowej. W XIX wieku w Golczowicach funkcjonował młyn wodny.
Podczas II wojny światowej, 17 marca 1945 niemiecka Grupa Korpuśna „Śląsk” została okrążona w okolicach Głogówka. 18 marca 1945 w Golczowicach założono sztab dowodzenia okrążonych wojsk. Podczas prac ekshumacyjnych prowadzonych w 2016 na cmentarzu w Golczowicach znaleziono szczątki pięciu osób, w tym jednej kobiety.
Od marca do maja 1945 powiat prudnicki znajdował się pod kontrolą radzieckiej komendantury wojskowej. 11 maja 1945 polska administracja przejęła władzę cywilną w powiecie prudnickim. Mieszkańcom Golczowic, posługującym się dialektem śląskim bądź znającym język polski, pozwolono pozostać we wsi po otrzymaniu polskiego obywatelstwa.
W spisie gromad i miejscowości w powiecie prudnickim na dzień 1 stycznia 1953 wymieniono Golczowice jako przysiółek Zawady pod nazwą Golszowice. Według podziału administracyjnego województwa opolskiego na dzień 31 sierpnia 1964, Golczowice, jako przysiółek Zawady, należały do gromady Mochów. W 1966 w przysiółku mieszkały 142 osoby. W 2013 w miejscowości mieszkało 99 osób.

## Mieszkańcy
Miejscowość zamieszkiwana jest przez mniejszość niemiecką oraz Ślązaków. Mieszkańcy przysiółka posługują się gwarą prudnicką, będącą odmianą dialektu śląskiego. Należą do podgrupy gwarowej nazywanej Klocołrzy.

## Zabytki
Zgodnie z gminną ewidencją zabytków w Golczowicach chroniony jest:
- kościół parafialny pw. św. Anny

## Gospodarka

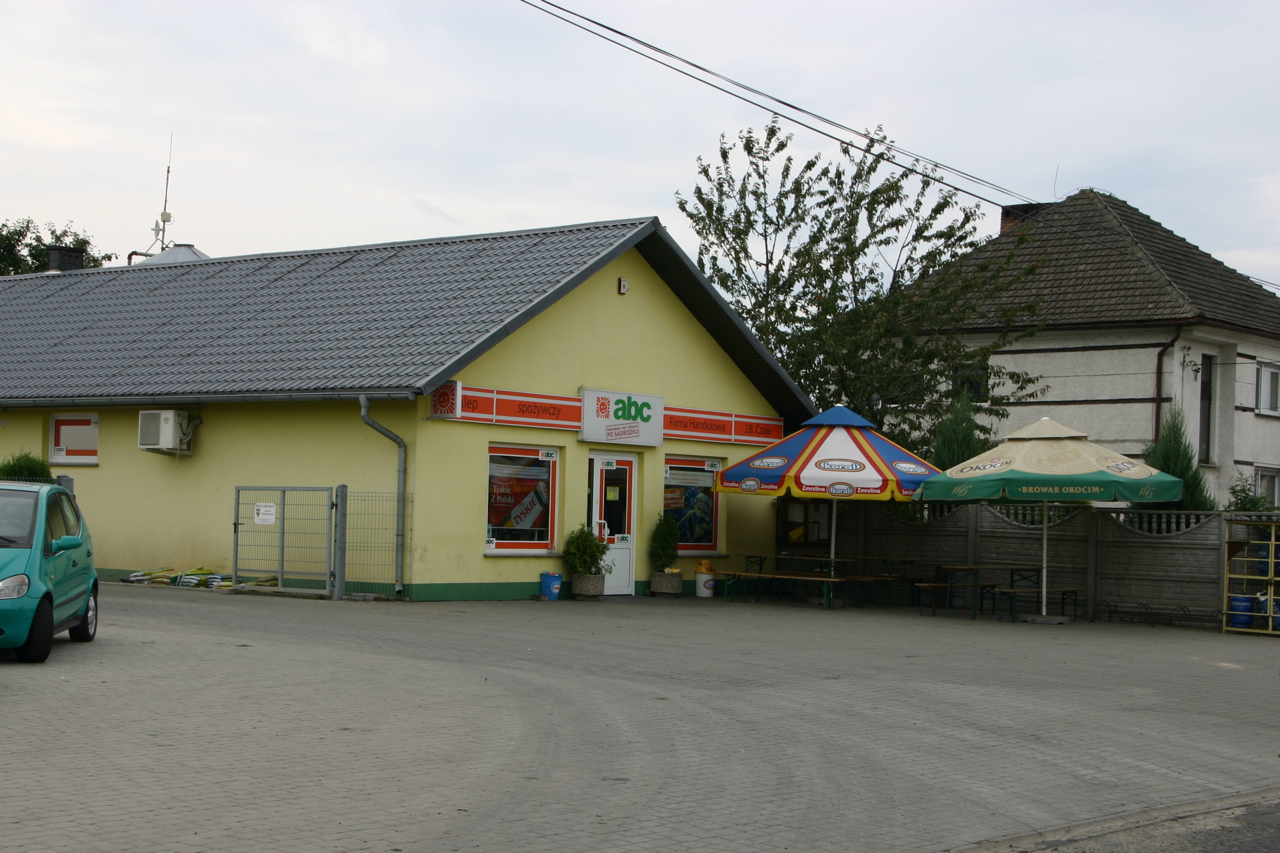
Sklep w Golczowicach

Po południowej stronie zabudowań miejscowości zlokalizowane jest złoże kruszywa naturalnego „Golczowice”. Jego stan zasobów bilansowych wynosi 117 tysięcy ton. Eksploatacja złoża została zaniechana. W miejscowości znajduje się sklep będący własnością prywatną.

## Transport
W zarządzie Wydziału Drogownictwa Starostwa Powiatowego w Prudniku znajduje się droga powiatowa nr 1281O relacji Żabnik – Nowa Wieś Prudnicka – Czartowice – Golczowice – Zawada.
Golczowice posiadają połączenia autobusowe z Prudnikiem i Głogówkiem. W miejscowości znajduje się jeden przystanek autobusowy. Przez miejscowość przechodzi droga powiatowa. W Golczowicach drogi krzyżują się w okolicy kościoła.

## Religia

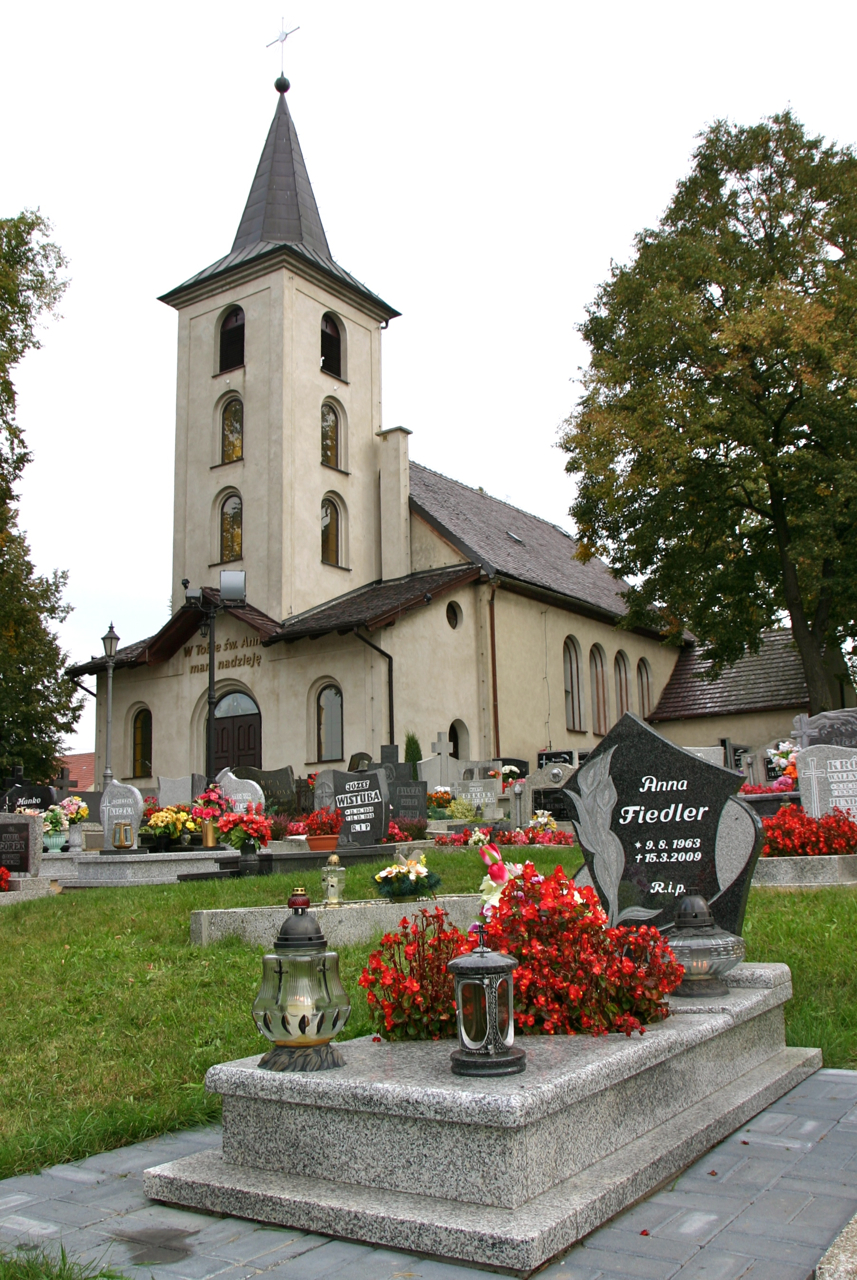
Kościół św. Anny i cmentarz

W Golczowicach znajduje się katolicki kościół św. Anny, który jest siedzibą parafii św. Anny (dekanat Głogówek). Przy kościele w Golczowicach znajduje się cmentarz. 21 czerwca 2020 przy kościele i plebanii w Golczowicach otwarto „Dom Świętego Jana Pawła II”, upamiętniający postać papieża Jana Pawła II. Obiekt służy jako miejsce spotkań dla lokalnej społeczności.

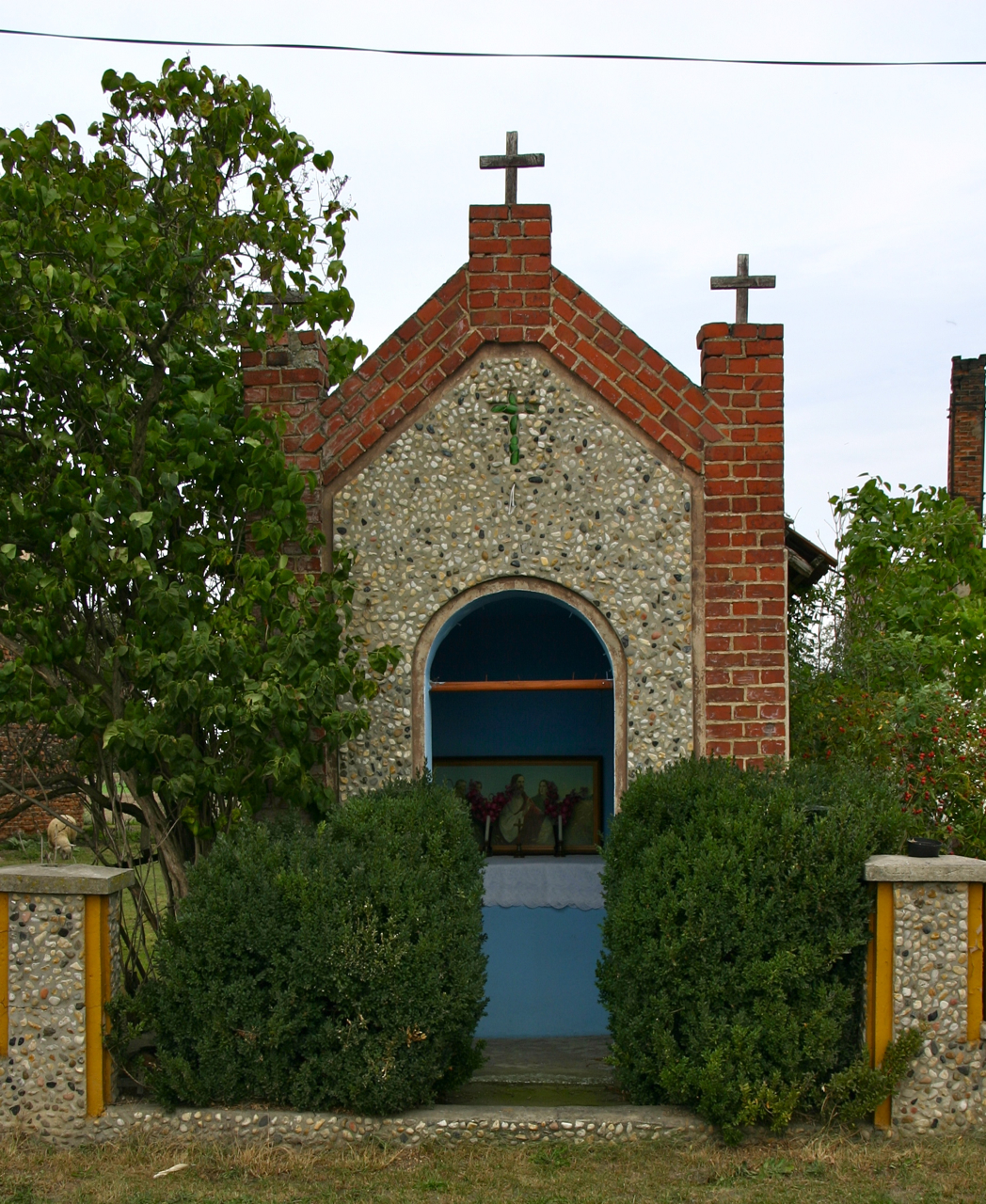
Kaplica
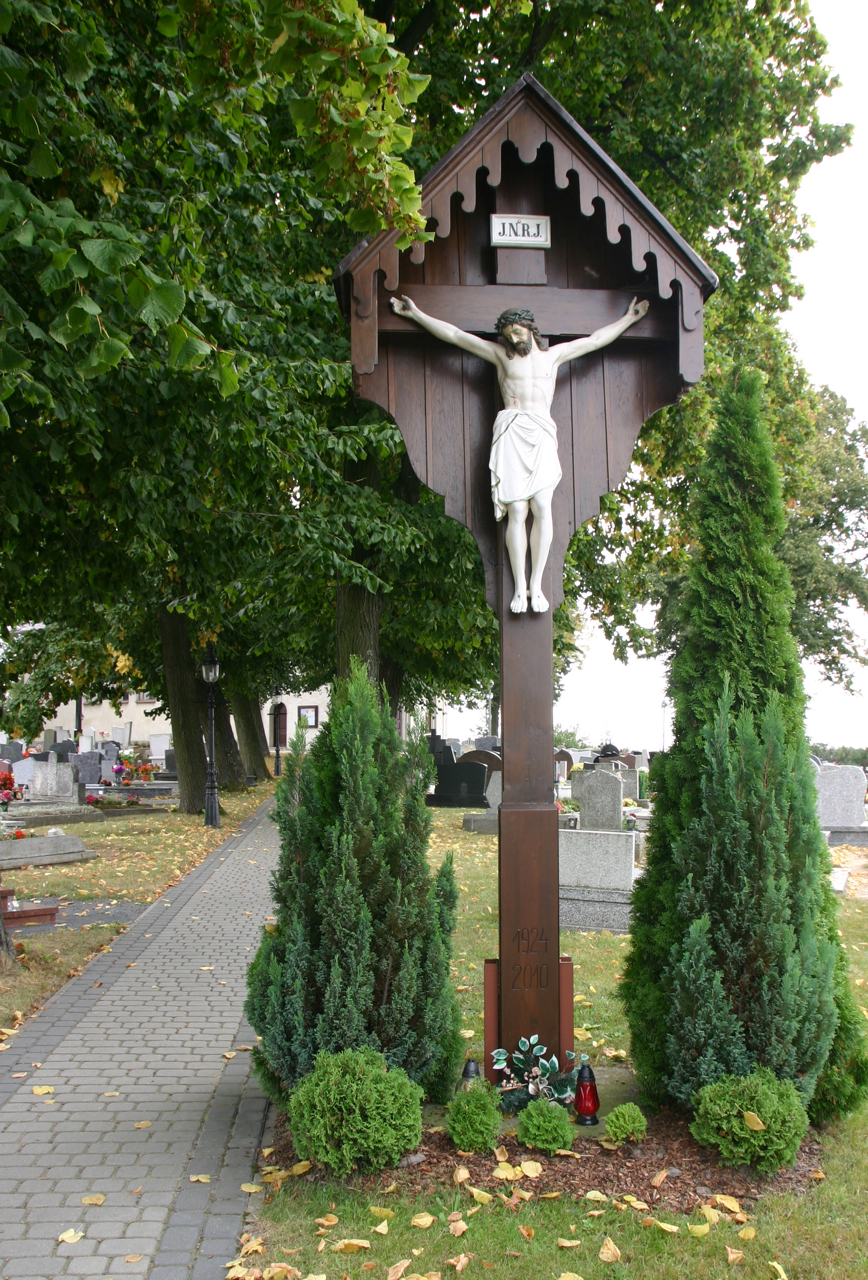
Krzyż na cmentarzu

## Bezpieczeństwo
Miejscowość jest pod opieką dzielnicowego rejonu służbowego nr 12 Komendy Powiatowej Policji w Prudniku (Komisariat Policji w Głogówku).
Teren miejscowości, jak i całej gminy Głogówek, położony jest w strefie nadgranicznej w związku z czym Straż Graniczna dysponuje, na tym obszarze, specjalnymi kompetencjami w zakresie bezpieczeństwa. Gminę Głogówek obejmuje zasięgiem służbowym placówka Straży Granicznej w Opolu ze Śląskiego Oddziału SG.